# Душан Ђоновић
Душан И. Ђоновић, шеснаестогодишњи чиновник Железничке дирекције и четник у чети војводе Јована Бабунског, био је прва српска жртва у Првом светском рату.
Дана 28. јула 1914. године по новом календару, када је објављен рат, отпочео је напад на Београд. Сава и Дунав били су тада државна граница и Београд је био караула. Те ноћи су Аустроугари кренули ка Србији, а српска војска је оборила стари железнички мост, како они не би могли да пређу реку копненим путем. И, управо ту крај старог моста, пале су прве жртве у Првом светском рату. Са мађарске стране, то је био Иштван Балохи, који је погинуо на води, а са српске млади Душан Ђоновић, који је страдао на копну.
Душан Ђоновић је био брат Јована Ђоновића (1883-1963), новинара, књижевника и дипломате, учесника Бомбашке афере, пробоја Солунског фронта и Централног националног комитета Југословенске војске у Отаџбини.

## Откриће
На Новом гробљу у Београду постоји спомен-плоча Иштвану Балохију, где стоји да је он био пешадинац и да је погинуо код Савског моста. Плоча је подигнута 1915, одмах пошто је аустроугарска војска окупирала Београд. Међутим, годинама се није причало о томе ко је био прва жртва са српске стране, нити се име Душана Ђоновића може пронаћи било где у архивама.
Недавно је откривена страница листа „Политика” из тог времена и тамо су пронађени подаци о српском војнику, 16-годишњем Душану Ђоновићу, ученику Краљевске трговачке академије, који је као добровољац погинуо те ноћи.

## Читуља
Душан Ђоновић
Прва жртва у нашем великом  рату
Вечерас, око поноћи, навршиће се
осам дана како су први аустријски
меци надрли на нашу земљу и од
како је почео велики рат за слободу
и независност Српског Народа.
У тој знаменитој ноћи као прва
жртва пао је млади добровољац
Душан Ђоновић, чиновник Железничке
дирекције и четник у чети војводе
Јована Бабунског.
Душан Ђоновић, приморац по рођењу,
брат Јована Ђоновића, који се
истакао у црногорском омладинском
покрету. Чим је Аустрија наговестила
рат, Душан Ђоновић је прихватио пушку
и ступио у добровољце. Он је знао да
се за исту ствар Српски Народ на целом
своме пространству пао је погођен
аустријским метком на обали Саве,
бранећи слободу Београда, онако исто
слатко као да су га изрешетали куршуми
под Ловћеном.

Бог да прости његову Јуначку душу!— Читуља Душана Ђоновића, прве жртве Првог светског рата
(22. јул 1914, „Политика“)

## Спомен-плоча
Године 2004, а поводом обележавања девет деценија од почетка Првог светског рата, ратном добровољцу Душану И. Ђоновићу постављена је спомен-плоча у Првој економској школи, на иницијативу Удружења ратних добровољаца 1912—1918. и њихових потомака и поштовалаца, и уз подршку општине Стари град.
Љубиша Манчић, академски вајар, направио је плочу за Душана Ђоновића са рељефом младог српског ђака и војника са пратећом иконографијом. Плоча је урађена од ливене патиниране бронзе, величине 70 пута 50 cm. Пошто није било могуће пронаћи Ђоновићеву оригиналну фотографију, јер она нигде и не постоји, представљен је портрет младића са српском војничком капом и пушком. Испред њега је глобус, књига и расута слова, као и мастионица са држаљом и пером. Натпис на глобусу је „1914”, као година када је Ђоновић настрадао. Десна рука је подигнута и испред ње је птица као симбол слободе и младости. На рамену је наравно пушка, јер је Ђоновић био краљевски добровољац и ратник.

## Филм о Првом светском рату
У току је снимање докуметарно-играног филма о Првом светском рату у копродукцији између Србије и Аустрије, с филмском кућом „Артмедија” из Граца. Са српске стране, коредитељ и сценариста филма „Седам дана који су променили век” је Бошко Савковић, а коредитељ из Аустрије је Андреас Мешу. Планирају се две верзије филма, једна за телевизијско приказивање у трајању од око 50 минута, као и дужа верзија за биоскопску дистрибуцију. Користиће се документарни делови из Југословенске кинотеке и аустријских и других архива. Постојаће и играни делови, где ће се у први план истаћи судбине прве две жртве у овом рату. Идеја филма је да се кроз две судбине, Балохија и Ђоновића, који су погинули те ноћи, прикаже почетак рата у коме је погинуло 20 милиона људи.
Филм би требало да се снима током лета 2013, а тренутно је у фази претпродукције, завршава се сценарио. Аустријска „Филмкомисија” треба такође да издвоји део средстава за филм, јер он може да кошта између 400.000 и два милиона евра.
Пратећа идеја је да 28. јуна 2014, када се буде обележавало 100 година од почетка Првог светског рата, управо у Београду, где је тај рат и почео и где су пале прве жртве, треба да се организује централна комеморација, на коју би били позвани сви светски лидери.